# Nassau, Bahamas
Nassau este capitala, cel mai mare oraș, și centrul comercial din Bahamas. Orașul are o populație de 248 948 (recensământul din 2010). Orașul se află pe insula New Providence, și funcționează ca un district de afaceri. În trecut Nassau a fost un centru comercial al pirateriei. Orașul a fost numit în onoarea regelui William al III-lea al Angliei, monarhul care a început Revoluția glorioasă la sfârșitul secolului al XVII-lea.

## Istorie

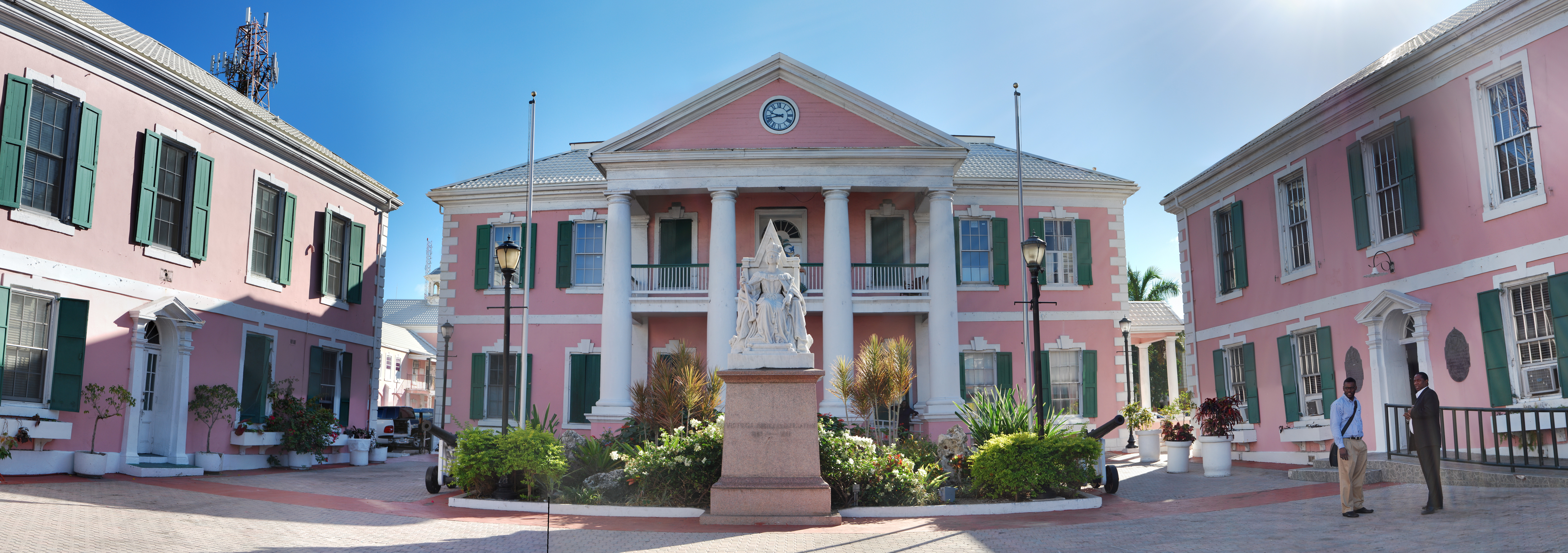
Clădirea Parlamentului

Prosperitatea orașului Nassau a început la sfârșitul secolului 18, odată cu venirea sutelor de loialiști american și a sclavilor acestora, după Războiul de Independență al Statelor Unite ale Americii. Mulți dintre aceștia s-au stabilit în Nassau și au ajuns in cele din urma să depășească numărul locuitorilor autohtoni.
În prezent, insula este complet dominată de oraș. Cu toate acestea, până la izbucnirea celui de-al doilea război mondial, suburbiile extreme aproape că nu existau. Cea mai mare parte din New Providence era necultivată, până ce au ajuns aici loialiștii americani după Războiul de Independență; ei au stabilit plantații, precum Clifton și Tusculum. Sclavii erau importați ca forță de muncă.
După ce britanicii au abolit sclavia în 1807, Marina Regală trimitea aici negrii răpiți de pe navele cu sclavi. Sclavilor liberi le-a fost dat voie să se stabilească aici. Cea mai mare parte a negrilor trăiesc în sudul insulei, în timp ce majoritatea populației albe trăiește în nord.

## Personalități născute aici
- Philip Davis (n. 1951), om politic, premier al statului Bahamas.